# Instituto Guimarães Rosa
O Instituto Guimarães Rosa (IGR) é um órgão governamental brasileiro voltado à diplomacia cultural e educacional do Brasil. Compete ao IGR elaborar diretrizes de política externa brasileira no âmbito das relações culturais e educacionais, o que abrange a promoção da língua portuguesa e difusão da cultura brasileira.
Foi criado em 2022 em vínculo ao Ministério das Relações Exteriores (MRE) e para compor as comemorações do Bicentenário da Independência do país em setembro de 2022. O Instituto sucede uma série de outros órgãos e iniciativas brasileiras, como instituições chamadas de Centro Cultural Brasileiro ou Centro Cultural do Brasil (CCB).

## História
Em 1962, na cidade de Lima, foi inaugurada a primeira organização para a promoção cultural brasileira, o primeiro Centro Cultural Brasileiro, enquanto que a primeira seleção de candidatos para o Programa de Leitorados foi realizada em 1965. Algumas das unidades criadas posteriormente, depois de um período vinculadas ao governo brasileiro, tornaram-se instituições autônomas do governo brasileiro, como o Instituto de Cultura Brasil-Colômbia e o Instituto Brasileiro-Equatoriano de Cultura.
O IGR foi lançado como parte das comemorações do Bicentenário da Independência do Brasil, em setembro de 2022. A escolha do escritor e diplomata Guimarães Rosa para dar nome ao IGR objetivou reconhecer a integração dos papéis da arte, da cultura e do idioma como instrumentos de política externa no âmbito da diplomacia cultural e educacional. Inicialmente o instituto receberia o nome de outro homem, José Bonifácio, o patrono da Independência do país, mas já havia uma organização com tal designação. A primeira diretora do IGR foi a embaixadora Paula Alves de Souza, que ocupou o cargo de abril de 2022 a março de 2023.
O IGR foi criado em 2022, como unidade integrante da estrutura regimental do Ministério das Relações Exteriores (MRE) e em substituição ao extinto Departamento Cultural e Educacional. No exterior, até então, os 24 Centros Culturais Brasileiros (CCB) tornaram-se unidades do IGR. As unidades do IGR no exterior atuam de forma descentralizada e são subordinadas às missões diplomáticas ou consulares do Brasil no exterior.

## Unidades no exterior

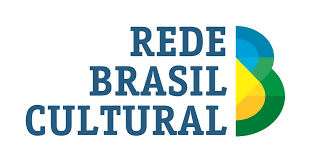
Logotipo da extinta Rede Brasil Cultural

O IGR tem, atualmente, 24 unidades no exterior. A exemplo do Instituto Camões, do Instituto Goethe
e do Instituto
Cervantes, que são organizações ligadas aos governos de Portugal, da Alemanha e da Espanha, respectivamente, as unidades do IGR no exterior são instituições vinculadas às embaixadas do Brasil no exterior que se dedicam à promoção da cultura e da língua brasileiras em outros países.
Como parte de suas atribuições voltadas à promoção da vertente brasileira da língua portuguesa, as unidades do IGR no exterior promovem atividades para comunidades brasileiras residentes em outros países, como cursos de Português como língua de herança para expatriados, oferecem cursos de língua portuguesa para estrangeiros e aplicam o exame CELPE-Bras, destinado à comprovação da proficiência no idioma português do Brasil. Além disso, os IGRs também oferecem cursos de dança, música, culinária e artes plásticas, entre outras atividades ligadas à difusão da cultura brasileira. Parte do público dos institutos tem interesse em trabalhar ou estudar no Brasil, enquanto outra parte tem afinidade e busca aproximação com a cultura brasileira.
O conjunto das unidades do Ministério das Relações Exteriores do Brasil para a promoção da língua portuguesa foi anteriormente denominado Rede Brasileira de Ensino no Exterior e, de 2013 a 2022, Rede Brasil Cultural. Tais unidades incluíam os Centros Culturais Brasileiros, vinculados às embaixadas do Brasil em países estrangeiros, e os Leitorados Brasileiros. Desde 2022, os Centros Culturais Brasileiros no exterior foram renomeados Institutos Guimarães Rosa.
As 24 unidades do IGR no exterior em funcionamento são:
- África do Sul (Instituto Guimarães Rosa Pretória)[15]
- Angola (Instituto Guimarães Rosa Luanda)[16]
- Argentina (Instituto Guimarães Rosa Buenos Aires)[17]
- Bolívia (Instituto Guimarães Rosa La Paz)[18]
- Cabo Verde (Instituto Guimarães Rosa Cidade da Praia)[19]
- Chile (Instituto Guimarães Rosa Santiago)[20]
- El Salvador (Instituto Guimarães Rosa San Salvador)[21]
- Espanha (Instituto Guimarães Rosa Barcelona)[22]
- Finlândia (Instituto Guimarães Rosa Helsinque)[23]
- Guiana (Instituto Guimarães Rosa Georgetown)[24]
- Guiné-Bissau (Instituto Guimarães Rosa Bissau)[25]
- Haiti (Instituto Guimarães Rosa Porto Príncipe)[26]
- Israel (Instituto Guimarães Rosa Tel Aviv)[27]
- Itália (Instituto Guimarães Rosa Roma)[28]
- Líbano (Instituto Guimarães Rosa Beirute)[29]
- México (Instituto Guimarães Rosa México)[30]
- Moçambique (Instituto Guimarães Rosa Maputo)[31]
- Nicarágua (Instituto Guimarães Rosa Manágua)[32]
- Panamá (Instituto Guimarães Rosa Panamá)[33]
- Paraguai (Instituto Guimarães Rosa Asunción)[34]
- Peru (Instituto Guimarães Rosa Lima)[35]
- República Dominicana (Instituto Guimarães Rosa Santo Domingo)[36]
- São Tomé e Príncipe (Instituto Guimarães Rosa São Tomé)[37]
- Suriname (Instituto Guimarães Rosa Paramaribo)[38]

## Leitorado Guimarães Rosa
Os leitores são professores universitários que promovem a língua e a cultura brasileiras em instituições estrangeiras de ensino superior. As vagas para leitores são publicadas em edital pelo Ministério das Relações Exteriores (Brasil) e pela Coordenação de Aperfeiçoamento de Pessoal de Nível Superior (Capes). Os professores selecionados recebem bolsa do governo brasileiro e contrapartidas oferecidas pelas instituições de ensino estrangeiras às quais se vinculam.
No âmbito do Leitorado Guimarães Rosa, são selecionados, por concurso público, professores universitários brasileiros, que passam a ministrar aulas de língua e cultura brasileiras em instituições de ensino superior estrangeiras. O papel dos leitorados é a divulgação da língua portuguesa e da cultura brasileira nas universidades e junto aos formadores de opinião. O Leitor deve possuir mestrado ou doutorado e, preferencialmente, ter experiência na preparação para o exame de proficiência em português CELPE-BRAS. A seleção do leitorado é realizada anualmente pela Coordenação de Aperfeiçoamento de Pessoal de Nível Superior (CAPES).

## Diretores
| Diretor(a)                       | Início     | Término    |
| -------------------------------- | ---------- | ---------- |
| Embaixadora Paula Alves de Souza | 20/04/2022 | 21/03/2023 |
| Embaixador Marco Antonio Nakata  | 21/03/2023 | presente   |